# Оболенск (посёлок)
Оболе́нск — посёлок в Московской области России. Входит в состав городского округа Серпухов. С 1990 до 2020 гг. был посёлком городского типа.

## Расположение
Расположен в 89 км к югу от Москвы близ г. Серпухова. Оболенск является жилым посёлком Государственного научного центра прикладной микробиологии, в котором в 1975—1994 годах разрабатывались биологические препараты, включая биологическое оружие. Жилая часть посёлка находится в трёх километрах к востоку от территории научного центра.

## Население
| 2002  | 2006  | 2009  | 2010  | 2012  | 2013  | 2014  |
| ----- | ----- | ----- | ----- | ----- | ----- | ----- |
| 5458  | ↘5200 | ↗5293 | ↘4937 | ↘4923 | ↘4857 | ↘4853 |
| 2015  | 2016  | 2017  | 2018  | 2019  | 2020  | 2021  |
| ↘4835 | ↘4714 | ↘4651 | ↘4543 | ↗4568 | ↘4472 | ↘4167 |
| 2023  |       |       |       |       |       |       |
| ↘4096 |       |       |       |       |       |       |

Средний возраст жителей — 35 лет.

## История
Название этому научному центру дали по древнему городу Оболенску. Современный посёлок никакого исторического и географического отношения к древнему городу Оболенску не имеет, расстояние до городища (местонахождения Оболенска) — двадцать километров.
Оболенск был заложен в 1975 году, когда после ревизии правительственной комиссией научной и экспериментальной базы СССР в области молекулярной биологии и генетики было признано отставание СССР от мирового уровня в этих областях. Поэтому было решено создать специализированные научные центры, одним из которых и стал Оболенск. Посёлок построен в комплексе со Всесоюзным научно-исследовательским институтом прикладной микробиологии.
Оболенск расположен на землях, ранее принадлежавших помещику Н. П. Мантейфелю. На территории Занарского лесничества находилась лесная охотничья дача Мантейфеля, само лесничество носило название Мантейфельское.
В 1990 году стал посёлком городского типа в категории рабочего посёлка.
До 1994 года не обозначался на картах, имел статус ЗАТО. В настоящее время рассекречен.
С начала 2006 до конца 2018 гг. был центром городского поселения Оболенск Серпуховского муниципального района.
7 декабря 2020 года Оболенск был отнесён к сельским населённым пунктам в категории посёлка.

## Достопримечательности

### Церковь Кирилла и Мефодия

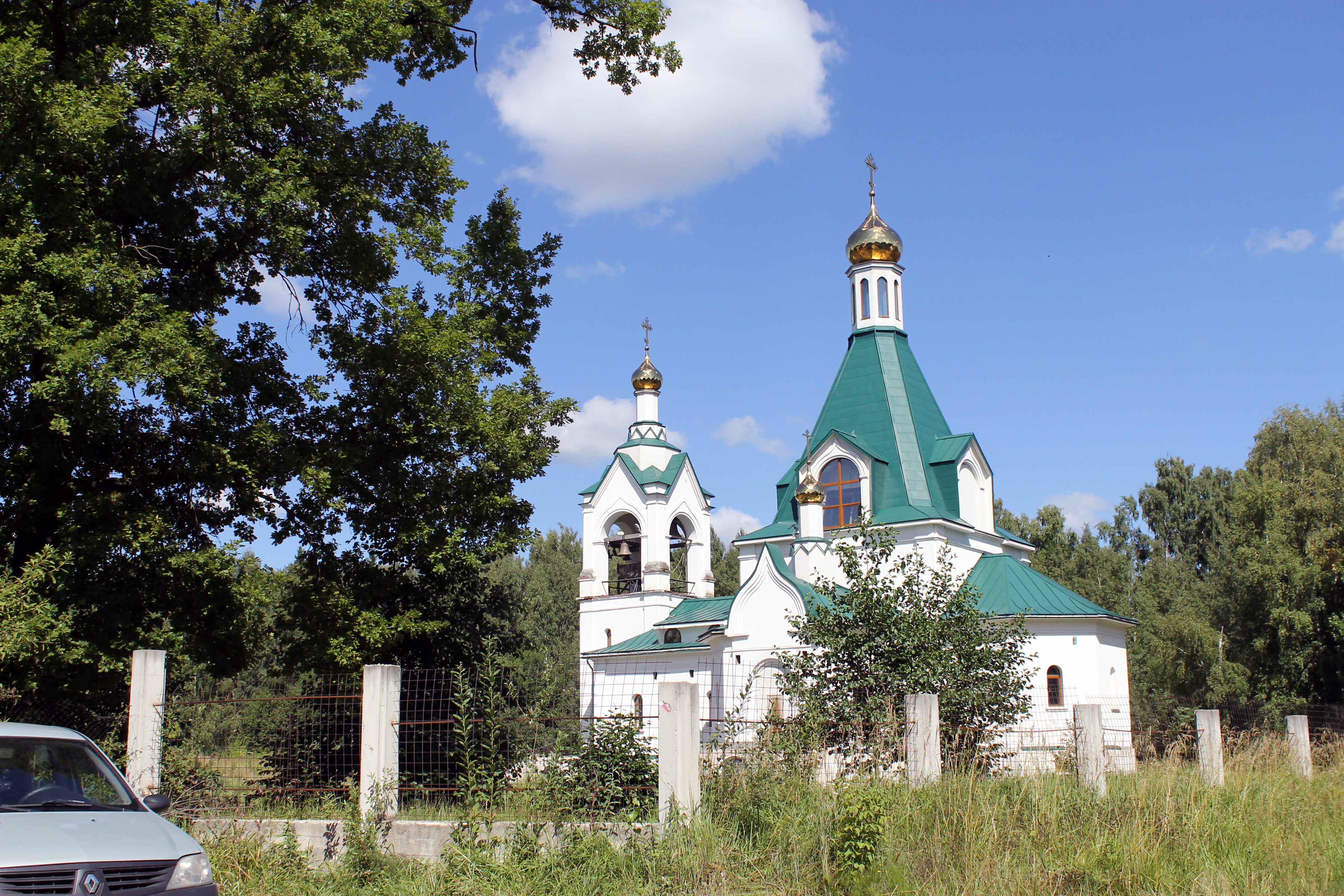
Кирилло-Мефодиевский Храм

На территории посёлка расположен Кирилло-Мефодиевский храм. Строительство храма началось в 2007 году на средства прихожан и местных благотворителей. Храм был освящен в марте 2011 года. В цокольном этаже устроен Александро-Невский придельный храм с крестильней. Также рядом с каменным храмом расположен бывший временный храм Кирилло-Мефодиевского прихода, в котором велись богослужения в период строительства каменной церкви.

## Экономика
Градообразующим предприятием является Государственный научный центр прикладной микробиологии и биотехнологии, основанный на базе НИИ прикладной микробиологии.

## Транспорт
Регулярные автобусные маршруты соединяют Оболенск с Серпуховым (маршрут №43), Москвой (маршрут №397), Протвино (маршрут №40).

## Образование

### Оболенская средняя школа

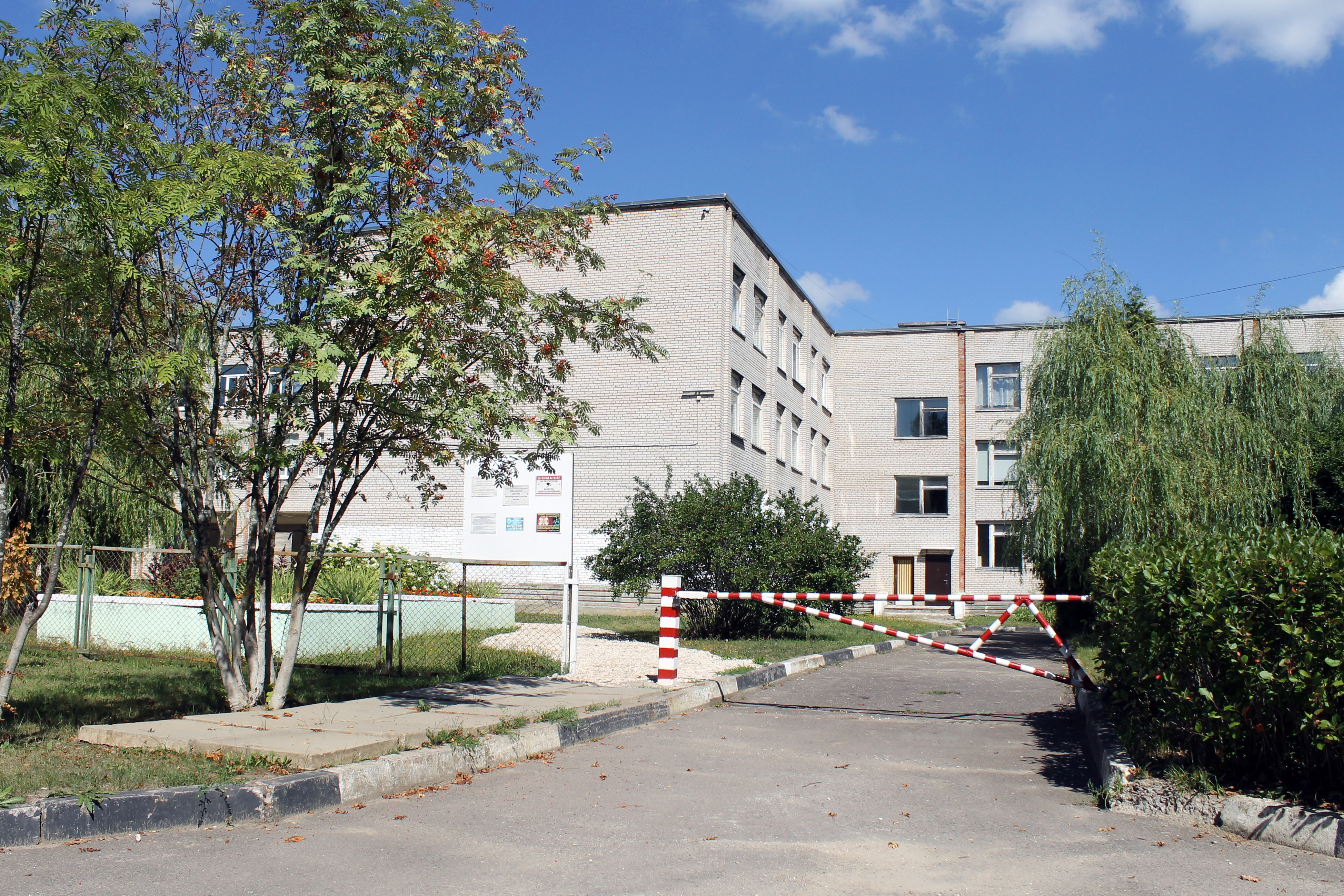
Здание школы

На территории посёлка расположено общеобразовательное учреждение «Оболенская средняя общеобразовательная школа». Основана в 1984 году. В 2020 году в школе обучалось 387 учеников. Директором является Ирина Адольфовна Евсеева.

### Филиал МПИ ФСБ России
На территории поселка расположен филиал Московского пограничного института ФСБ РФ. Начальник филиала — заместитель начальника МПИ ФСБ РФ полковник Перевалов В.И..

## Медицина

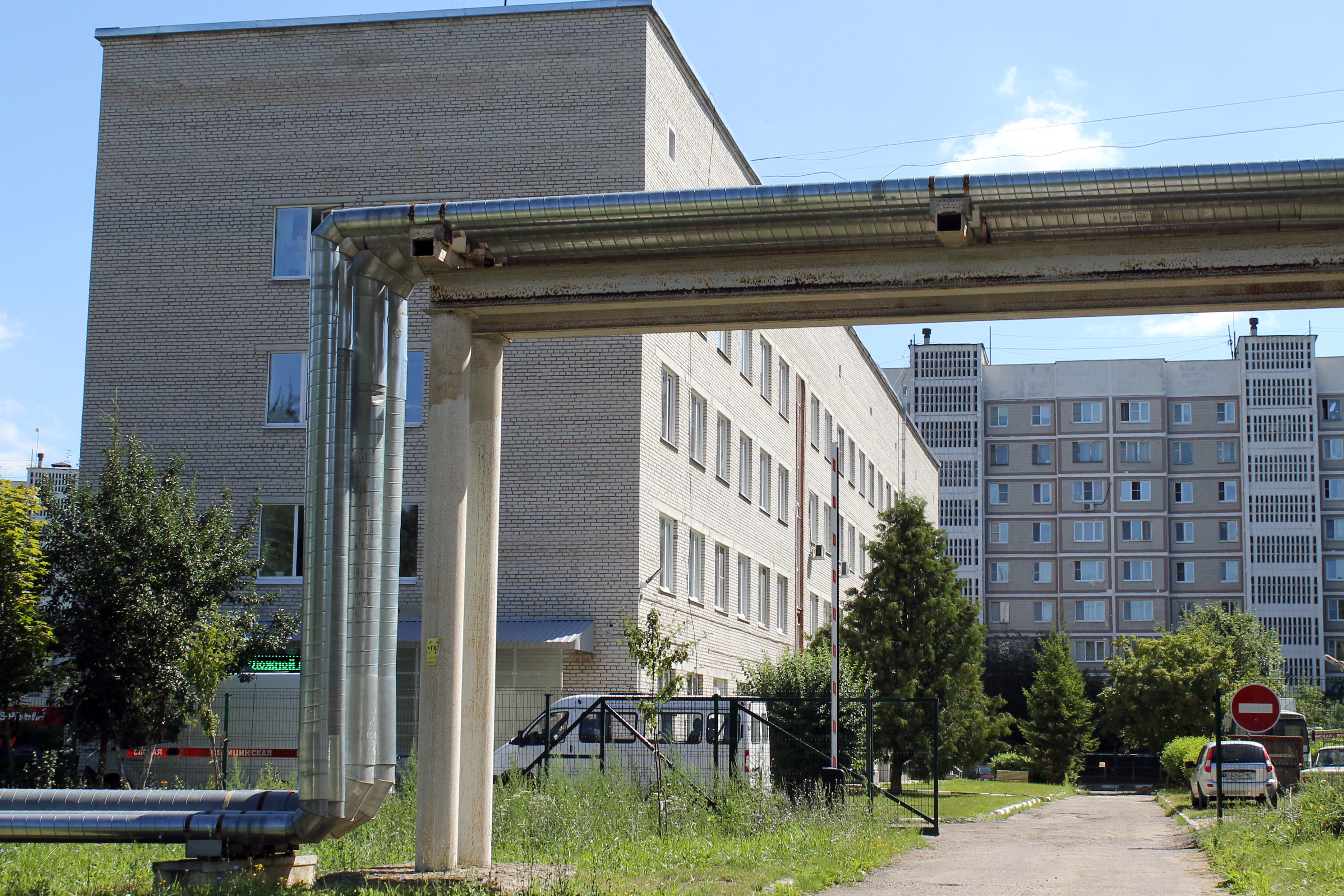
ФГБУЗ ФМБА России МСЧ № 164

На территории посёлка действует медсанчасть № 164 ФМБА России с отделением скорой неотложной помощи.